# Distretto di Razgrad
Il distretto di Razgrad (in bulgaro Област Разград?) è uno dei 28 distretti della Bulgaria.

## Comuni
Il distretto è diviso in 7 comuni:
| Comune      | Bulgaro    | Pop.   |
| ----------- | ---------- | ------ |
| Car Kalojan | Цар Калоян | 8.409  |
| Isperih     | Исперих    | 34.823 |
| Kubrat      | Кубрат     | 25.744 |
| Loznica     | Лозница    | 13.436 |
| Razgrad     | Разград    | 69.143 |
| Samuil      | Самуил     | 11.954 |
| Zavet       | Завет      | 14.885 |

## Popolazione
Nel censimento del 2011, si contano 125 190 abitanti nel distretto.
La popolazione del distretto raggiunse il suo picco massimo intorno al 1975 con una popolazione di 201 894 abitanti secondo il censimento di quell'anno. Da allora la popolazione del distretto è in continuo calo sia a causa della bassa aspettativa di vita rispetto al resto del paese (circa 71.3 anni rispetto alla media nazionale di 74.9) che per il fenomeno dell'Emigrazione che interessa principalmente le giovani generazioni in cerca di migliori condizioni di vita e di lavoro all'estero.
Composizione etnica
Il seguente grafico mostra il numero e la quota dei vari Gruppi etnici del distretto:
|                    | In numeri | %      |
| Totale             | 152.417   | 100%   |
| ------------------ | --------- | ------ |
| Bulgari            | 49.229    | 39.32% |
| Turchi             | 57.261    | 45.73% |
| Rom                | 5719      | 4.56%  |
| Altri              | 702       | 0.56%  |
| Non si definiscono | 1564      | 1.24%  |
| Non hanno risposto | 10715     | 8.55   |

Lingue
Numero e quota della popolazione per Lingua madre, secondo il censimento del 2001
|                    | In numeri | %      |
| Totale             | 152.417   | 100%   |
| ------------------ | --------- | ------ |
| Lingua bulgara     | 67.078    | 44.00% |
| Lingua turca       | 75.585    | 49.59% |
| Lingua romaní      | 5277      | 3.46%  |
| Altri              | 1770      | 1.16%  |
| Non si definiscono | 2238      | 1.46   |
| Non hanno risposto | 469       | 0.30   |

## Religioni
Numero e quota della popolazione per religione secondo il censimento del 2011
|                    | In numeri | %      |
| Totale             | 125.190   | 100%   |
| ------------------ | --------- | ------ |
| Chiesa ortodossa   | 41.116    | 32.84% |
| Islam              | 52.706    | 42.10% |
| Protestantesimo    | 379       | 0.30%  |
| Cattolicesimo      | 191       | 0.15%  |
| altre religioni    | 63        | 0.05%  |
| Ateismo            | 2002      | 1.59%  |
| non si determinano | 7647      | 6.10%  |
| non hanno risposto | 21086     | 16.84  |